# Distrikt Nuevo Progreso
Der Distrikt Nuevo Progreso liegt in der Provinz Tocache in der Region San Martín in Nord-Peru. Der Distrikt wurde am 6. Dezember 1984 gegründet. Er hat eine Fläche von 826 km². Beim Zensus 2017 lebten 12.247 Einwohner im Distrikt. Im Jahr 1993 lag die Einwohnerzahl bei 9209, im Jahr 2007 bei 12.247. Die Distriktverwaltung befindet sich in der auf einer Höhe von 490 m gelegenen Kleinstadt Nuevo Progreso mit 3677 Einwohnern (Stand 2017). Nuevo Progreso liegt am rechten Flussufer des Río Huallaga, 35 km südsüdöstlich der Provinzhauptstadt Tocache. Die Nationalstraße 5N von Tingo María nach Bellavista durchquert den Distrikt.

## Geographische Lage
Der Distrikt Nuevo Progreso liegt im Südosten der Provinz Tocache. Der Distrikt liegt am Ostufer des Río Huallaga. Im Osten erheben sich die Berge der Ostkordillere.
Der Distrikt Nuevo Progreso grenzt im Westen an die Distrikte La Morada, Santa Rosa de Alto Yanajanca und Cholón (alle drei in der Provinz Marañón), im Nordwesten an den Distrikt Uchiza, im Nordosten an den Distrikt Alto Biavo (Provinz Bellavista) sowie im Südosten an die Distrikte Pucayacu und José Crespo y Castillo (beide in der Provinz Leoncio Prado).

## Orte im Distrikte
Neben dem Hauptort Nuevo Progreso gibt es folgende größere Orte im Distrikt:
- Las Palmeras (681 Einwohner)
- Madre Mia (427 Einwohner)
- Nuevo Palma (387 Einwohner)
- Puerto Rico (318 Einwohner)
- Ramal de Aspuzana (822 Einwohner)
- Río Blanco (285 Einwohner)
- Río Uchiza (395 Einwohner)
- San Pedro (488 Einwohner)
- Santa Cruz (1147 Einwohner)
- Sitully (360 Einwohner)